# 藤原良仁
藤原 良仁（ふじわら の よしひと）は、平安時代初期から前期にかけての貴族。藤原北家、左大臣・藤原冬嗣の七男。官位は従四位下・中宮大夫。

## 経歴
仁明朝の承和10年（843年）請われて春宮蔵人となり、のち主蔵正･春宮大進と皇太子・道康親王に仕えて、承和13年（846年）に従五位下に叙爵する。嘉祥2年（849年）従五位上・春宮亮に昇進する。
嘉祥3年（850年）春宮大進・亮として仕えた道康親王の即位（文徳天皇）に伴い、二階昇進して正五位上・中宮亮兼右兵衛権佐に叙任される。天皇の側近として蔵人頭・右近衛中将を務めた他、右馬頭・木工頭・大舎人頭・左京大夫等を歴任し、またこの間の仁寿4年（854年）には従四位下に叙されている。しかし、次期皇位継承に関連して天皇と兄で太政大臣・良房との対立が緊迫化した天安元年（857年）9月に越前権守に左遷される。翌天安2年（858年）2月兵部大輔として京官に復すが、同年8月の文徳天皇崩御に際しては葬儀や陵墓造営の官職には任ぜられなかった。11月に清和天皇が即位すると、国母として皇太夫人となった藤原明子（良房の娘）に中宮大夫として仕えている｡
母の服喪中の貞観2年（860年）8月5日病気により卒去。享年42。最終官位は中宮大夫従四位下。

## 人物
容姿が美しく、風神のように颯爽としており、服装も美しく非常に鮮やかな装いをしていた。人柄は淡雅かつ高潔で、仏教への信仰心も厚かった。若くして大学寮に学び、読書に耽った。馬が唯一の趣味で、公事を終えて退朝の後は馬を愛玩していたという。また、孝心厚く、母の死の際には哀啼哭泣し血を吐いて気絶し、しばらくして蘇ったが、悲慟があまりに強くて病んでしまい、服喪中に没したという｡

## 官歴
注記のないものは『六国史』に基づく。
- 承和10年（843年）：春宮蔵人
- 時期不詳：主蔵正、春宮大進
- 承和13年（846年） 正月7日：従五位下
- 嘉祥2年（849年） 2月27日：春宮亮。11月25日：従五位上
- 嘉祥3年（850年） 4月2日：右兵衛権佐。4月17日：正五位上。4月25日：中宮亮（皇太夫人・藤原順子）（右兵衛権佐兼任）
- 嘉祥4年（851年） 4月1日：次侍従
- 仁寿2年（852年） 2月15日：右馬頭（中宮亮兼任）
- 仁寿3年（853年） 7月：蔵人頭[2]
- 時期不詳：兼木工頭
- 仁寿4年（854年） 正月7日：従四位下。9月23日：兼大舎人頭
- 時期不詳：右近衛中将
- 斉衡2年（855年） 2月15日：左京大夫（中宮亮兼任）
- 斉衡3年（856年） 正月12日：右馬頭（左京大夫兼任）
- 天安元年（857年） 9月27日：越前権守
- 天安2年（858年） 2月5日：兵部大輔。11月25日：中宮大夫（皇太夫人・藤原明子）
- 貞観2年（860年） 8月5日：卒去（中宮大夫従四位下）

## 系譜
『尊卑分脈』による。
- 父：藤原冬嗣
- 母：島田村作の娘
- 妻：藤原浜主の娘
  - 次男：藤原有実（847-914）
- 生母不詳の子女
  - 男子：藤原恒実
  - 男子：義実